# Крутіхинський район
Круті́хинський район (рос. Крутихинский район) — район у складі Алтайського краю Російської Федерації.
Адміністративний центр — село Крутіха.

## Історія
Район утворений 12 вересня 1924 року. Ліквідований 20 лютого 1931 року. Відновлений 15 січня 1944 року. Ліквідований 1 лютого 1963 року. Відновлено 27 грудня 1973 року.

## Населення
Населення — 10680 осіб (2019; 11301 в 2010, 13944 у 2002).

## Адміністративний поділ
Район адміністративно поділяється на 9 сільських поселень (сільрад):
| Поселення                       | Площа, км² | Населення, осіб (2002) | Населення, осіб (2010) | Населення, осіб (2019) | Центр             | Населені пункти |
| ------------------------------- | ---------- | ---------------------- | ---------------------- | ---------------------- | ----------------- | --------------- |
| Боровська сільська рада         | 160,50     | 767                    | 638                    | 687                    | Борове            | 2               |
| Волчно-Бурлінська сільська рада | 400,00     | 1792                   | 1379                   | 1231                   | Волчно-Бурлінське | 2               |
| Долганська сільська рада        | 306,47     | 1779                   | 1472                   | 1285                   | Долганка          | 1               |
| Заковряшинська сільська рада    | 187,70     | 1194                   | 1015                   | 944                    | Заковряшино       | 4               |
| Крутіхинська сільська рада      | 146,44     | 4328                   | 3804                   | 3772                   | Крутіха           | 1               |
| Маловолчанська сільська рада    | 235,46     | 832                    | 651                    | 575                    | Маловолчанка      | 1               |
| Новодубровська сільська рада    | 136,56     | 982                    | 666                    | 614                    | Буян              | 2               |
| Підборна сільська рада          | 247,79     | 892                    | 707                    | 658                    | Підборний         | 3               |
| Приганська сільська рада        | 230,19     | 1378                   | 969                    | 914                    | Приганка          | 1               |

## Найбільші населені пункти
Нижче подано список населених пунктів з чисельністю населенням понад 1000 осіб:
| № | Населений пункт   | Населення, осіб (2002) | Населення, осіб (2010) |
| - | ----------------- | ---------------------- | ---------------------- |
| 1 | Крутіха           | 4328                   | 3804                   |
| 2 | Долганка          | 1779                   | 1472                   |
| 3 | Волчно-Бурлінське | 1681                   | 1340                   |